# Woskressenije 2
Woskressenije 2 ist das zweite Album der sowjetischen Rockgruppe Woskressenije. Das Album wurde 1981 aufgenommen, war jedoch trotz seiner weiten Verbreitung in der UdSSR erst 1991 im Handel erhältlich. Aufgrund der politischen Umstände erschien das Album zunächst nur im Magnitisdat. Die Entstehungsgeschichte spiegelt die schwierige Situation der sowjetischen Rockmusiker zu dieser Zeit wider. Das Album hatte, wie auch sein Vorgänger, großen Einfluss auf die Entwicklung der sowjetischen Rockmusik. Einige auf dem Album veröffentlichte Lieder wurden zu Hits und erfreuen sich auch heute noch großer Beliebtheit. Das Album wird auch gelegentlich als „Woskressenije/1981“ nach dem Jahr der Aufnahme oder nur als „Woskressenije“ bezeichnet.

## Entstehung

### Aufnahmen 1981

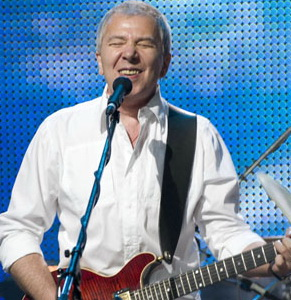
Alexei Romanow, 2009

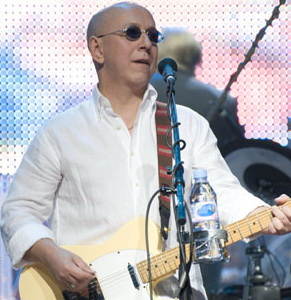
Andrei Sapunow, 2009

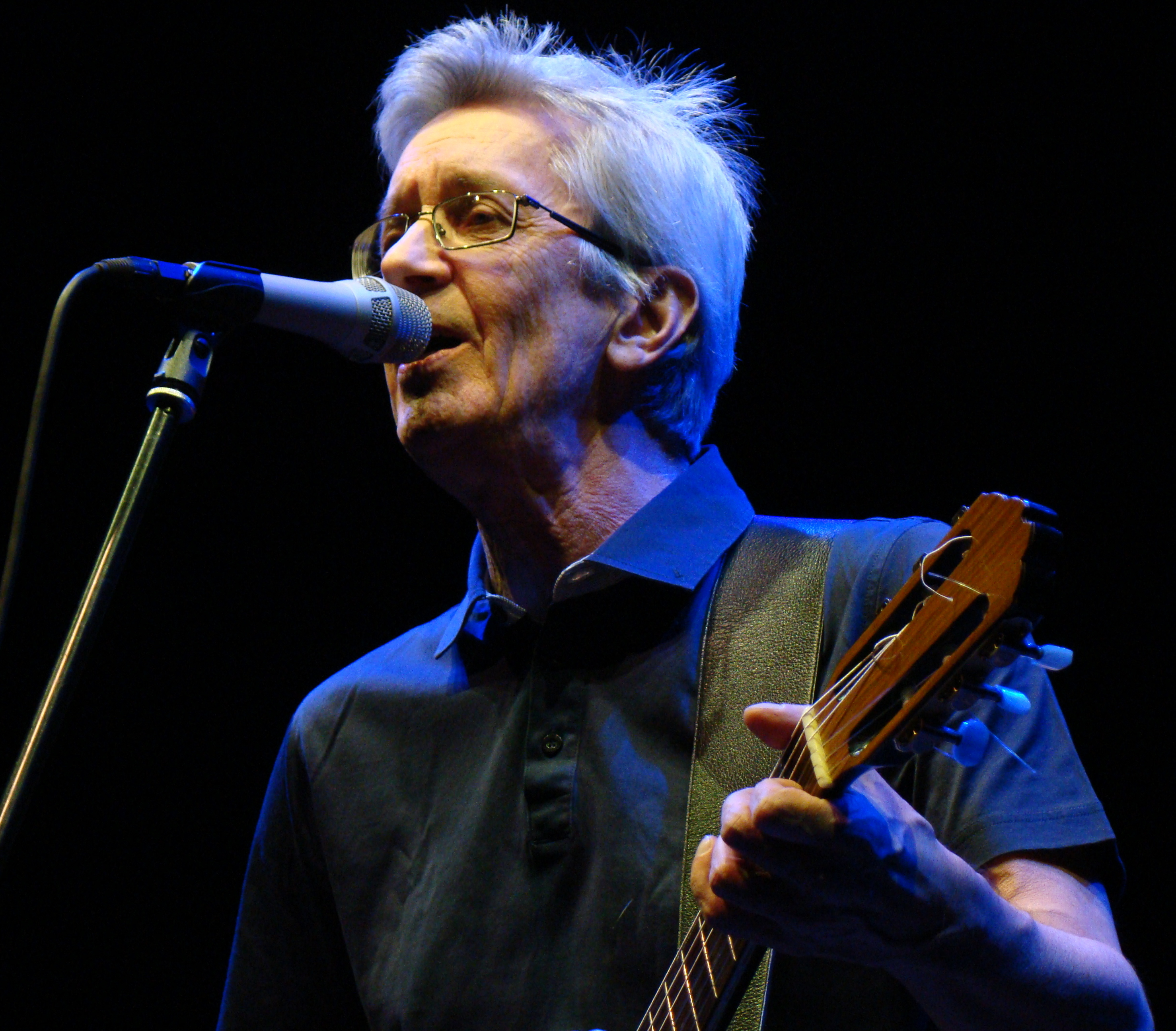
Konstantin Nikolski, 2015

Die Gruppe „Woskressenije“ hatte 1979 ihr erstes Album aufgenommen. Das Album erschien nicht als Schallplatte, sondern wurde im Magnitisdat herausgegeben und durch Kopieren weiterverbreitet. Unterstützt durch die Tatsache, dass es vom World Moscow Radio Service (russisch Всемирной службы Московского радио) vor und während der Olympischen Spiele 1980 ausgestrahlt wurde, hatte es schnell eine große Popularität unter der sowjetischen Jugend erreicht. Die neu gegründete Gruppe konnte diesen Erfolg aber kaum ausnutzen, da es an Instrumenten, Ausrüstung, einem Probenraum und Auftrittsmöglichkeiten fehlte. Der Gründer der Gruppe, Alexei Romanow, versuchte durch Registrierung bei der Moskauer Philharmonie einen Status ähnlich dem der Vokal- und Instrumentalensembles zu erreichen, war jedoch erfolglos. Aufgrund der Probleme kam es bis 1981 zu einer Reihe von Umbesetzungen. Von der Ursprungsbesetzung war 1981 neben Romanow nur noch Andrei Sapunow geblieben. Ergänzt wurden sie durch Konstantin Nikolski, der von der Gruppe Zwety kam, und Michail Schewjakow. Diese Besetzung sollte für fast zwei Jahre stabil bleiben, allerdings barg die Rivalität zwischen Romanow und Nikolski, die beide die Führung der Gruppe beanspruchten, enormes Konfliktpotential.
Die Aufnahmen fanden vom 7. bis zum 10. Juni im Keller des Gebäudes der Aufnahmekommission des Staatlichen Moskauer Institut für Internationale Beziehungen in der Nikoloschtschepowski pereulok Nr. 2 in Moskau statt. Als Tonregisseur fungierte Alexander Artjunow, der schon 1980 die zusätzlichen Aufnahmen für das Album „Woskressenije 1“ betreut hatte. Die Abmischung des Albums erfolgte vor Ort. Einige Titel, „Kto winowat?“ und „Ja priwyk brodit odin...“, waren schon auf dem ersten Album vertreten und wurden neu aufgenommen. Insgesamt wurden neun Titel eingespielt, darunter auch Kompositionen von Nikolski. Der war zwar auch auf dem ersten Album als Autor vertreten, hatte aber zur Veröffentlichung keine Zusage gegeben.

### Covergestaltung
Michail Schewjakow zeichnete auch das Cover, eine Karikatur, die die Mitglieder der Gruppe mit ihren Instrumenten zeigt.

### Verbreitung
Das Album wurde als sogenanntes Magnitoalbum auf Magnetband veröffentlicht, privat kopiert und weitergegeben. Das Band musste von Artjunow jedoch vor Veröffentlichung aus technischen Gründen nochmals bearbeitet werden.
Bei der Verhaftung Romanows 1983 wurde das Masterband ebenso wie das Masterband des Vorgängeralbums beschlagnahmt. Artjunow gelang es jedoch, die Aufnahmen zu retten.

«Когда я увольнялся с телевидения, на мне числилось определённое количество плёнки, которую я обязан был вернуть обратно. Взяв на работе соответствующую бумагу о своих плёночных долгах, я поехал в управление внутренних дел. Они вернули мне оригиналы, сопроводив этот акт документом о выдаче пленок. После чего я рванул на такси домой, намотал на основание катушки необходимое количество ненужной пленки и вернул «долг» на телевидение. Таким обманом мне удалось сохранить оригиналы.»

„Als ich meine Arbeitsstelle beim Fernsehen aufgab, musste ich die in meinem Besitz befindlichen Bänder zurückgeben. Mit dem entsprechenden Papieren meiner Arbeitsstelle fuhr ich zur Verwaltung für innere Angelegenheiten. Sie gaben mir die beschlagnahmten Bänder heraus. Ich fuhr sofort mit dem Taxi nach Hause und wickelte auf die Spulen nicht benötigtes Bandmaterial auf. Dieses gab ich dann an den Sender zurück. So gelang es mir, die Aufnahmen zu retten.“

### Veröffentlichung 1991
Im Jahre 1991 veröffentlichte das Label „Feelee Records“ die Aufnahmen als Stereo-Doppelalbum. Dabei handelt es sich um Pseudostereofonie, da die Masterbänder nur in Mono vorlagen.

### Veröffentlichung 1992

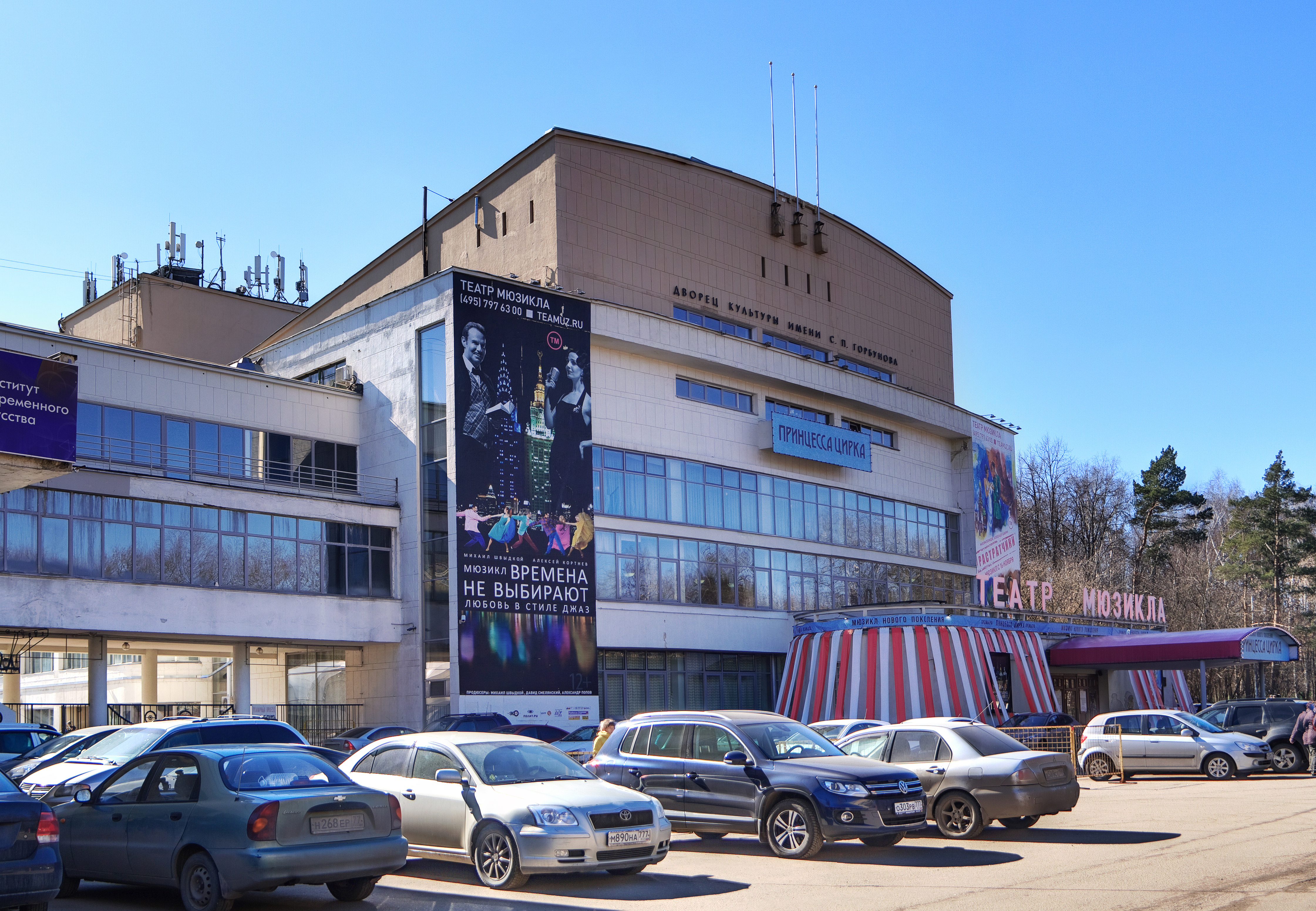
Moskauer Kulturpalast „S. P. Gorbunow“

Im Jahr darauf wurden, wieder von „Feelee Records“, die Aufnahmen als Doppel-CD in Mono veröffentlicht. Produziert wurden die Aufnahmen von Sony DADC in Österreich. Dabei wurden drei Titel hinzugefügt, die bereits 1979 für das erste Album aufgenommen worden waren.
Präsentiert wurde das Album im Moskauer „Gorbunow“-Kulturpalast, der als Mekka der sowjetischen Rockmusik galt, und im „Programma A“ des russischen Fernsehens ausgestrahlt. Die Gruppe trat in der Besetzung auf, in der auch das Album aufgenommen wurde. Das Konzert war ausverkauft.
Die Wiederveröffentlichung war sehr erfolgreich, das Album konnte in den August-Charts sowohl „Wsjo, tschto ty chotschesch!!!“ von „Technologi“, als auch „Orden satany“ von Korrosija Metalla hinter sich lassen.

### Veröffentlichung 1994
1994 wurde das Album schließlich von „Vincent Company Records“ auf Kompaktkassette veröffentlicht. Diese Version enthält auch ein Interview des Sender „Radio Rossii“ mit der Gruppe und Artjunow über die Entstehung und Rettung der Aufnahmen.

## Verbreitung und Rezeption
Wie auch der Vorgänger, verbreitete sich das Album rasch unter der sowjetischen Jugend. Nach Meinung des Musikjournalisten und Schriftstellers Artjom Lipatow erreichte „Woskressenije“ diese enorme Popularität deshalb, weil Romanow und Nikolski viel näher an der wirklichen Poesie des Landes waren, in der Wörter wichtiger als Realität waren, als irgendjemand anderes vor ihnen in der russischen Rockmusik gewesen sei. Bis dahin herrschte Maschina Wremeni mit dem unerschütterlichen Glauben an eine Wende zum Besseren. Die Tür zu einer komplizierten Welt voller Zweifel, in der es nicht immer Raum für den Sieg des Guten gibt, sondern im Gegenteil, wo nicht jeder Freund oder Feind ist, wurde erst durch „Woskressenije“ für den russischen Rock geöffnet.

## Coverversionen
Die Titel des Albums wurden von verschiedenen russischen Künstlern gecovert.
Bereits 1981 nahm „Araks“ – die Gruppe, bei der die ehemaligen Mitglieder Sergei Kawagoe und Jewgeni Margulis spielten – die Titel „Son (Snilos mnje)“ vom Vorgängeralbum, „Odin wsgljad nasad“ und „Kogda poimjesch ymom...“ in ihr Programm auf. Die Aufnahmen sind auch auf dem Album „Konzert 1981“ enthalten.
Die Band „Brigada S“ coverte 1992 auf ihrem Album „Bsje eto Rock'n'Roll“ den Tile „Po doroge rasotscharowani“. „Snilos mnje“ wurde 2004 von Lolita Miljawskaja gecovert.

## Titelliste

### Aufnahme 1981
| Nr. | Lied                       | Autor    | Transkription                          | Übersetzung                                | Länge |
| --- | -------------------------- | -------- | -------------------------------------- | ------------------------------------------ | ----- |
| 01  | Воскресенье                | Nikolski | Woskressenje                           | Sonntag                                    | 6:48  |
| 02  | Один взгляд назад          | Nikolski | Odin wsgljad nasad                     | Ein Blick zurück                           | 3:49  |
| 03  | В жизни, как в тёмной чаще | Romanow  | W schisni, kak w tjomnoi tschaschtsche | Im Leben wie im dunklen Dickicht           | 3:48  |
| 04  | По дороге разочарований    | Romanow  | Po doroge rasotscharowani              | Auf dem Weg der Enttäuschung               | 5:20  |
| 05  | Мчится поезд               | Romanow  | Mtschitsja pojesd                      | Rauschender Zug                            | 3:11  |
| 06  | В моей душе осадок зла     | Nikolski | W mojei dusche ossadok sla             | In meiner Seele ein Niederschlag des Bösen | 4:40  |
| 07  | Кто виноват?               | Romanow  | Kto wonowat?                           | Wer ist Schuld?                            | 4:16  |
| 08  | Я привык бродить один      | Romanow  | Ja priwyk brodit odin                  | Ich bin es gewohnt, alleine zu wandern     | 6:02  |
| 09  | Я ни разу за морем не был  | Romanow  | Ja ni rasu sa morem ne byl             | Ich war noch nie in Übersee                | 3:19  |

### Ausgabe 1992
| Nr. | Lied               | Autor    | Transkription       | Übersetzung                    | Länge |
| --- | ------------------ | -------- | ------------------- | ------------------------------ | ----- |
| 010 | Музыкант           | Nikolski | Musykant            | Musikant                       | 5:54  |
| 011 | Ночная птица       | Nikolski | Notschnaja ptiza    | Nachtvogel                     | 4:20  |
| 012 | Когда поймешь умом | Nikolski | Kogda poimesch umom | Wenn du den Verstand verstehst | 3.54  |